# Appley Bridge
El meteorito Appley Bridge es un meteorito que golpeó la tierra en la granja de Halliwell en el puente de Appley, Lancashire, Inglaterra en torno a las 8:45 en la tarde del martes 13 de octubre de 1914.
Luego de que los residentes locales vieran un bólido, el meteorito fue encontrado en el campo de un granjero en la aldea el día siguiente. Estaba a 460 mm por debajo de la superficie del campo, con la apariencia de hierro quemado, y pesaba casi 15 kg.
Un artículo en la revista Scientific News (N.º 2588, 30 de octubre de 1914) declaró que "un pequeño fragmento que había sido separado de la masa mayor fue puesto a la vista en un escaparate en Appley Bridge".
Una colección de cartas, memorandos y recortes de noticias pertenecientes al meteorito está en manos de los archivos del Museo de Historia Natural en Londres. En 2011, un fragmento de menos de una onza de peso y montado en un estuche de plástico de una pulgada fue vendido por los subastadores Lyon y Turnbull en Edimburgo.